# Sheep's Head

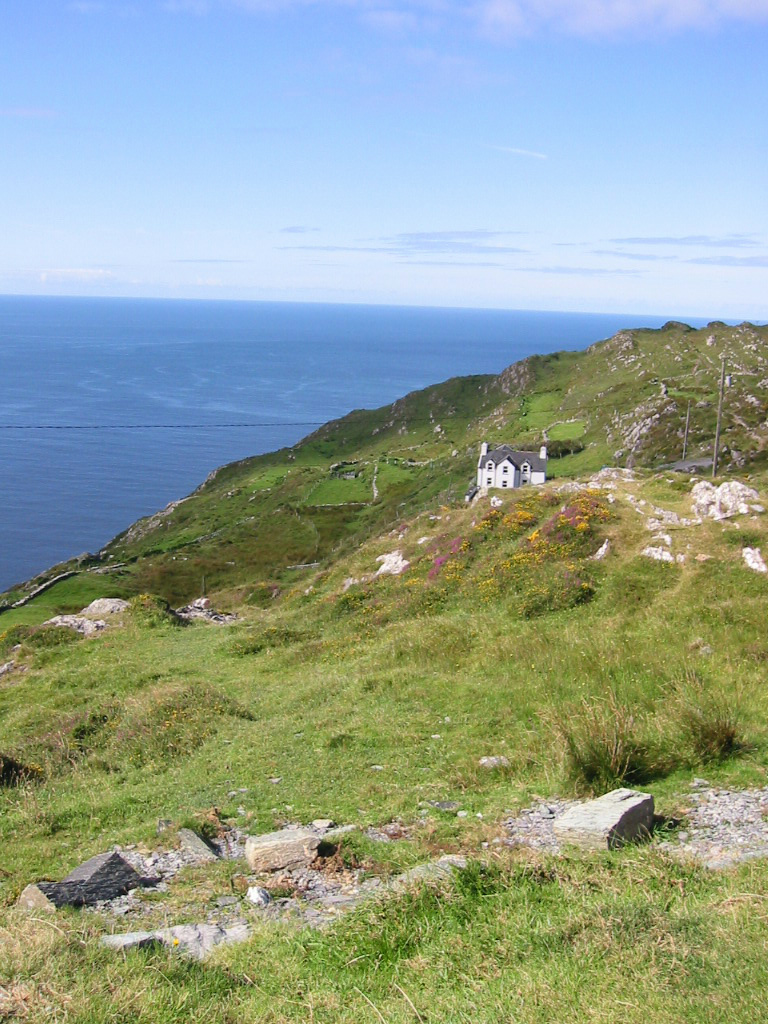
Estremità occidentale

Sheep's Head (significato in italiano, Capo della Pecora, ma anche conosciuto in inglese Muntervary e in gaelico irlandese Rinn Mhuintir Bháire) è uno dei cinque promontori dell'Irlanda sud-occidentale, più precisamente il quarto giungendo da nord (e il secondo da sud) e il più ridotto in dimensioni. Fa parte interamente della Contea di Cork e delimita a sud con Capo Mizen la Baia di Dunmanus e a nord Baia di Bantry con Beara.
Apprezzato turisticamente grazie alla vicinanza della rinomata località di Bantry, presenta al suo interno tre villaggi: Durrus, Kilcrohane e Ahakista.
Raggiungere l'estremità del promontorio, luogo affascinante e sperduto nell'Oceano Atlantico, non è impresa facile in macchina per le condizioni precarie del percorso, soprattutto verso la fine del tragitto e con condizioni meteorologiche non idonee.
Alternativamente può essere percorso a piedi tramite la Sheep's Head Way, un sentiero di circa 88 km, che percorre antiche strade e sentieri arrivando in fondo alla penisola e tornando indietro. Diviso in otto sequenze (ognuna percorribile in mezza giornata), è molto ben delineato e accessibile.
Il nome del promontorio è oggetto spesso di giochi di parole (Sheep's Head significa anche "testa della pecora"), ed è possibile trovare nella zona negozi, ristoranti o pub, a dire il vero non numerosi, con raffigurazioni di una testa ovina più o meno goliardica.